# Capacitismo
El capacitismo (ableism, en inglés) es una forma de discriminación o prejuicio social contra las personas con discapacidad. Es también muy común utilizar el término "capacitismo" como sinónimo de cuerdismo, o incluir el cuerdismo dentro del capacitismo.[cita requerida]

## Definición
La visión de la sociedad capacitista es que las personas «capacitadas» son la norma en la sociedad y las personas con discapacidad o con diversidad funcional deben adaptarse a la norma o excluirse del sistema social capacitista.[cita requerida] Los capacitistas sostienen que la discapacidad es un «error» y no una consecuencia más de la diversidad humana como la etnia, la orientación sexual o el género.

## Manifestaciones
El capacitismo se manifiesta por ejemplo en la configuración del espacio urbano, especialmente en los edificios y medios de transporte públicos, que no se encuentran adaptados a la movilidad de personas con diversidad funcional.
Otro ejemplo de capacitismo lo constituye el subestimar las habilidades que pueda desarrollar una persona con algún tipo de diversidad funcional, lo cual puede constituir una humillación para ellos. Muy especialmente cuando se trata de un tipo de discapacidad considerada como "invisible" (caso de los trastornos del espectro autista).

## Tipos de discriminación

##### Empleo
La discriminación por discapacidad en el empleo se refiere a la exclusión o trato injusto que sufren las personas con discapacidades en el mercado laboral. Esta forma de discriminación puede manifestarse en diferentes situaciones, como la contratación, el ascenso, la capacitación y el despido.
A pesar de que muchos países cuentan con leyes y políticas que prohíben la discriminación por discapacidad en el empleo, aún existen muchas barreras y obstáculos que dificultan la inclusión laboral de las personas con discapacidades. Por ejemplo, los empleadores pueden tener prejuicios y estereotipos sobre las capacidades de las personas con discapacidades, o pueden pensar que las adaptaciones necesarias para el trabajo serán demasiado costosas o difíciles de implementar.
Estos prejuicios y barreras pueden llevar a la exclusión laboral de las personas con discapacidades y a una mayor dificultad para encontrar empleo y mantenerlo. Como resultado, las personas con discapacidades tienen más probabilidades de estar desempleadas o subempleadas, y de vivir en situaciones de pobreza y marginación.

##### Educación
La discriminación por discapacidad en la educación es una forma de exclusión y trato injusto hacia las personas con discapacidades en el ámbito educativo. Esta discriminación puede manifestarse en diferentes formas, como la falta de acceso a la educación, la falta de adaptación curricular, la discriminación en la evaluación y la exclusión social de las personas con discapacidades en la vida escolar.
Existen muchas barreras y obstáculos que dificultan el acceso a una educación de calidad para las personas con discapacidades. Entre estas barreras se encuentran la falta de accesibilidad arquitectónica, la falta de recursos y tecnología para la adaptación curricular, la falta de formación y conciencia por parte del personal educativo y la falta de comprensión sobre las necesidades específicas de las personas con discapacidades.
Esta discriminación y exclusión educativa puede tener un impacto negativo en el desarrollo y el futuro de las personas con discapacidades, limitando su capacidad para desarrollar habilidades y conocimientos. 

##### Acceso a la tecnología
La discriminación por discapacidad en el acceso a la tecnología es una forma de exclusión y desigualdad que afecta a muchas personas con discapacidades. El acceso a la tecnología es esencial en la sociedad moderna, y puede ser un factor determinante en la capacidad de las personas con discapacidades para participar plenamente en la vida social, educativa y laboral.
Sin embargo, muchas personas con discapacidades enfrentan barreras y obstáculos para acceder a la tecnología, lo que puede limitar su capacidad para participar en la sociedad de igual a igual. 
La falta de acceso a la tecnología puede afectar la calidad de vida de las personas con discapacidades, limitando su capacidad para comunicarse, acceder a la información, obtener empleo y participar en actividades cotidianas. Es importante que se promueva el acceso igualitario a la tecnología para todas las personas, incluyendo a aquellas con discapacidades, y se trabaje en soluciones para garantizar que los dispositivos y programas sean accesibles y fáciles de usar para todos.

## Discriminación en el mundo

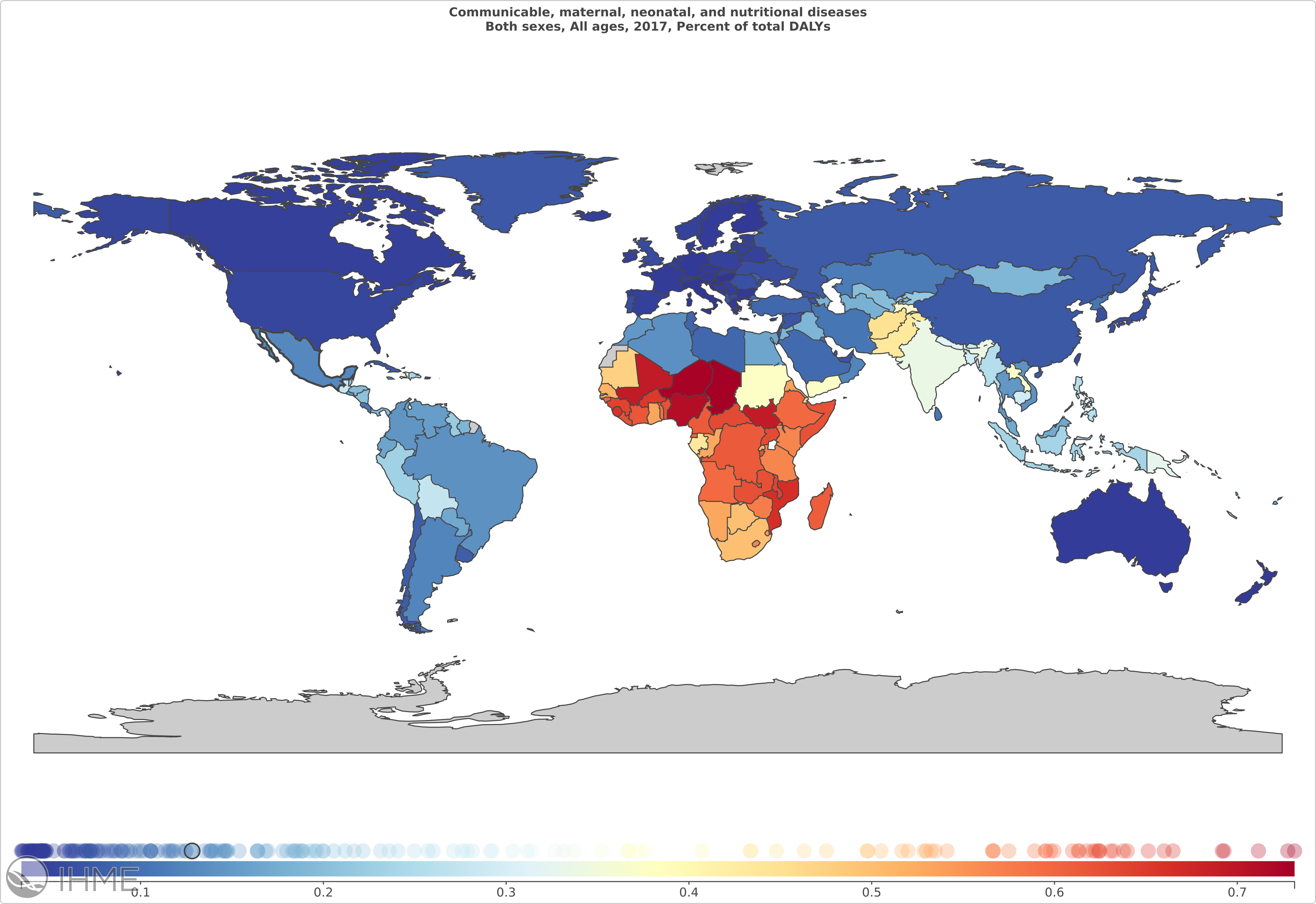
Porcentaje de años de vida ajustados por discapacidad

##### Europa
Al comparar los datos de los 27 países de la Unión Europea y España, se observa que en el conjunto de naciones europeas existe una percepción mayor de discriminación por discapacidad. El 46% de la población de la UE-27 cree que la discriminación hacia las personas con discapacidad está ampliamente presente en la sociedad, en contraste con el 40% en el caso de España.

##### América Latina y el Caribe
En América Latina y el Caribe existe aproximadamente 85 millones de personas que viven en situación de discapacidad, lo que equivale al 14.7% de la población, y para el desarrollo sostenible de estos países se necesita trabajar en esto, iniciando desde la educación porque el 15% de los infantes con discapacidad no asisten al colegio, lo cual limita el desarrollo de este sector, por otro lado, una de cada dos personas con discapacidades no son parte del mercado laboral.
Teniendo en cuenta lo mencionado anteriormente, se calcula que una gran parte de personas con discapacidad sufren pobreza, lo cual es alarmante porque tienen gastos básicos en la parte de vestir, facturas médicas, transporte, adaptaciones en el hogar y cuidados de profesionales.